# Proloog (vorm)
Een proloog (ook voorrede, voorwoord of voorspel) is een stuk tekst dat aan het begin van een verhaal, toneel- of muziekstuk komt. De proloog kan de inleiding van een boek of een toneelstuk vormen. De proloog kan bestaan uit een korte, inleidende tekst die aangeeft waarom het boek of toneelstuk is geschreven, of verhaalt wat er aan de handeling is voorafgegaan.
Het tegengestelde van 'proloog' is: epiloog.
Bij een muziekstuk gaat het om het inleidende begindeel van een muziekstuk.